# استان سیساکت

نقشهٔ تایلند و جایگاه استان سیساکت.

استان سی سا کت یا سیساکت یکی از استانهای کشور تایلند است. مساحت آن ۸۸۴۰ کیلومترمربع می‌باشد. جمعیت این استان در سال ۲۰۰۰ بالغ بر ۱۴۰۵۰۰۰ نفر برآورد شده‌است.
استان سیساکت از نظر تقسیمات کشوری بخشی از ناحیه شمال خاوری تایلند به حساب می‌آید. مرکز این استان شهر سیساکت است.